# Transvemij-Van Schilt
L'equip Transvemij-Van Schilt, conegut anteriorment com a Elro Snacks o Nikon-Van Schilt, va ser un equip ciclista neerlandès que va competir professionalment entre el 1980 i el 1987. Va ser l'antecedent de l'equip TVM.

## Principals victòries
- Circuit del País de Waes: Frank Verleyen (1986)
- Copa Sels: Frank Verleyen (1986)

### A les grans voltes
- Tour de França:
  - 0 participacions

- Giro d'Itàlia
  - 1 participacions (1987)
  - 0 victòries d'etapa:
  - 0 classificació final:
  - 0 classificació secundària:

- Volta a Espanya
  - 0 participacions